# Korunková
Korunková (in ungherese Pusztaháza) è un comune della Slovacchia facente parte del distretto di Stropkov, nella regione di Prešov.